# Escuela de Traductores de Toledo

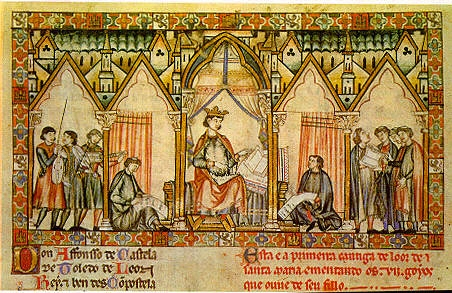
Miniatura de las Cantigas de Santa María que muestra a Alfonso X el Sabio dictando.

El nombre Escuela de traductores de Toledo designa en la historia, desde el siglo XII, a los distintos procesos de traducción e interpretación de textos clásicos greco-latinos alejandrinos, que habían sido vertidos del árabe o del hebreo a la lengua latina sirviéndose del romance castellano o español como lengua intermedia, o directamente a las emergentes lenguas vulgares, principalmente al castellano. La conquista en 1085 de Toledo y la tolerancia de los reyes castellanos cristianos con musulmanes y judíos facilitaron este comercio cultural que permitió el renacimiento filosófico, teológico y científico primero de España y luego de todo el Occidente cristiano. En el siglo XII, la Escuela de traductores de Toledo vertió textos filosóficos y teológicos (Domingo Gundisalvo interpretaba y escribía en latín los comentarios de Aristóteles, escritos en árabe y que el judío converso Juan Hispalense le traducía al castellano, idioma en el que se entendían). En la primera mitad del siglo XIII, esta actividad se mantuvo. Por ejemplo, reinando Fernando III, rey de Castilla y de León, se compuso el Libro de los Doce Sabios (1237), resumen de sabiduría política y moral clásica pasada por manos «orientales». En la segunda mitad del siglo XIII, el rey Alfonso X el Sabio (rey de Castilla y de León, en cuya corte se compuso la primera Crónica General de España) institucionalizó en cierta manera en Toledo esta «Escuela de traductores», centrada sobre todo en ver textos astronómicos, médicos y científicos.

## Historia
A partir de que  Alfonso VI de León conquistara Toledo en 1085 y estableciera en ella su corte, y especialmente a raíz de la expulsión de los judíos de Andalucía en 1146, muchos de los cuales fueron a parar a la ciudad, ésta se constituyó en un importante centro de intercambio cultural. El arzobispo don Raimundo de Sauvetat quiso aprovechar la coyuntura que hacía convivir en armonía a cristianos, judíos y musulmanes auspiciando diferentes proyectos de traducción cultural demandados en realidad por todas las cortes de la Europa cristiana. Por otra parte, con la fundación de los studii de Palencia  y de Salamanca (1218) por Alfonso VIII y Alfonso IX, respectivamente, se había propiciado ya una relativa autonomía de los maestros y escolares respecto a las escuelas catedralicias y en consecuencia fue estableciéndose una mínima diferenciación profana de conocimientos de tipo preuniversitario, que ya en tiempo de Fernando III va acercándose a la Corte y no espera sino la protección y apoyo decidido de un monarca para consolidarse por entero. Alfonso X el Sabio alentó el centro traductor que existía en Toledo desde la época de Raimundo de Sauvetat que se había especializado en obras de astronomía y de leyes. Por otra parte, fundará en Sevilla unos Studii o Escuelas generales de latín y de arábigo que nacen ya con una vinculación claramente cortesana. Igualmente, fundó en 1269 la Escuela de Murcia, dirigida por el matemático Al-Ricotí. Es así, pues, que no cabe hablar de una Escuela de traductores propiamente dicha, y ni siquiera exclusivamente en Toledo, sino de varias y en distintos lugares. La tarea de todas estas escuelas fue continua y nutrida por los proyectos de iniciativa regia que las mantuvieron activas al menos entre y la muerte del monarca en 1284, aunque la actividad de traducción no se ciñera exclusivamente a ese paréntesis.
Se conocen algunos nombres de traductores: el segoviano Domingo Gundisalvo, que traducía al latín desde la versión en lengua vulgar del judío converso sevillano Juan Hispalense, por ejemplo. Gracias a sus traducciones de obras de astronomía y astrología y de otros opúsculos de Avicena, Algazel, Avicebrón y otros, llegaron a Toledo desde toda Europa sabios deseosos de aprender in situ de esos maravillosos libros árabes. Estos empleaban generalmente como intérprete a algún mozárabe o judío (como Yehuda ben Moshe) que vertía en lengua vulgar o en latín bajomedieval las obras de Avicena o Averroes. Entre los ingleses que estuvieron en Toledo se citan los nombres de Roberto de Retines, Adelardo de Bath, Alfredo y Daniel de Morley y Miguel Escoto, a quienes sirvió de intérprete Andrés el judío; italiano fue Gerardo de Cremona, y alemanes Hermann el Dálmata y Herman el Alemán. Gracias a este grupo de autores los conocimientos árabes y algo de la sabiduría griega a través de estos penetró en el corazón de las universidades extranjeras de Europa. Como fruto secundario de esa tarea, la lengua castellana incorporó un nutrido léxico científico y técnico, frecuentemente acuñado como arabismos, se civilizó, agilizó su sintaxis y se hizo apto para la expresión del pensamiento, alcanzándose la norma del castellano derecho alfonsí.[cita requerida]

## Controversia
En 2009, el catedrático de Traducción e Interpretación de la Universidad de León, Julio César Santoyo, puso en duda la existencia de una escuela de traductores como tal (también niega la de la escuela de traductores de Bagdad). Sus argumentos son dos: por un lado, la aparición muy tardía del nombre de Escuela de traductores de Toledo —en Francia a comienzos del siglo XIX (Jourdain, Renan)— y la aún más tardía introducción de la palabra en España (Menéndez Pelayo, 1881); por otra parte, la propia cronología de los traductores, que no coinciden en el tiempo:
- Juan Hispalense (activo entre 1136 y 1155)
- Domingo Gundisalvo (activo entre 1150 y 1190)
- Gerardo de Cremona (activo entre 1150 y 1187), el más prolífico de todos, pero que no menciona nunca otros traductores.
- Marcos de Toledo (activo entre 1180 y 1213)
- Miguel Escoto (activo entre 1214 y 1219)
- Salio de Padua (activo en 1218)
- Hermann el Alemán (activo entre 1240 y 1256)
- Pedro de Toledo[3]

La opinión de Santoyo es que en Toledo hubo una activa producción de traducciones individuales y sucesivas en el tiempo de muy pocos traductores, pero no se puede denominar «escuela», ni siquiera «grupo».